# Hannes Mahrenberger
Hannes Mahrenberger (* 4. August 1910 in Oberrasen, Südtirol; † 1996 in Innsbruck) war ein österreichischer Arzt, Sänger, Gitarrist, Liedtexter und Volksliedsammler.

## Leben
Hannes Mahrenberger studierte Medizin und promovierte zum Dr. med. univ. Hauptberuflich war er als Arzt an der Innsbrucker Klinik tätig. Am 4. Juli 1938 beantragte er die Aufnahme in die NSDAP und wurde rückwirkend zum 1. Mai desselben Jahres aufgenommen (Mitgliedsnummer 6.257.172).
Mahrenberger war außerdem Gitarrist, unter anderem beim Hans-Aschberger-Trio, von dem auch Platten aufgenommen wurden. Er gründete in den 1940er Jahren mit seinem Musikantenpartner Franz Cutic in Innsbruck das Volksmusik- und Schlager-Duo „Gesangs-Guitarristen Dr. Mahrenberger – Cutic“, wo er sich als Sänger, Komponist und Gitarrist betätigte. Das erfolgreiche Duo nahm in der Folge auch einige Platten auf, z. B. bei der Plattenfirma Elite-Special das Lied Unterm Fensterl von Hans Lang und Erich Meder sowie Tiroler Volkslieder und Jodler.
Zudem war Mahrenberger Arrangeur und Autor einiger Volksliederbücher, z. B. Der Alpenkranz in Lied und Tanz vom Verlag August Seith in München. Er komponierte auch selbst einige Stücke, etwa Mei Schihüttl, den Edelweiß-Marsch und Muatterl, geh erzähl mir.

## Werke
- Der Alpenkranz in Lied und Tanz, Verlag August Seith, München, hrsg. von Franz Holzfurtner, 1955 (Neuausgabe 2005).
- Tanz und Lied für Herz und G'müt, Verlag August Seith, München
- Edelweiß-Marsch, gemeinsam mit Siegfried Somma und Sepp Tanzer, Helbling Zürich 1960.
- Mein Mädel, die Monika, Walzerlied, Helbling Zürich 1948.